# 김달수 (소설가)

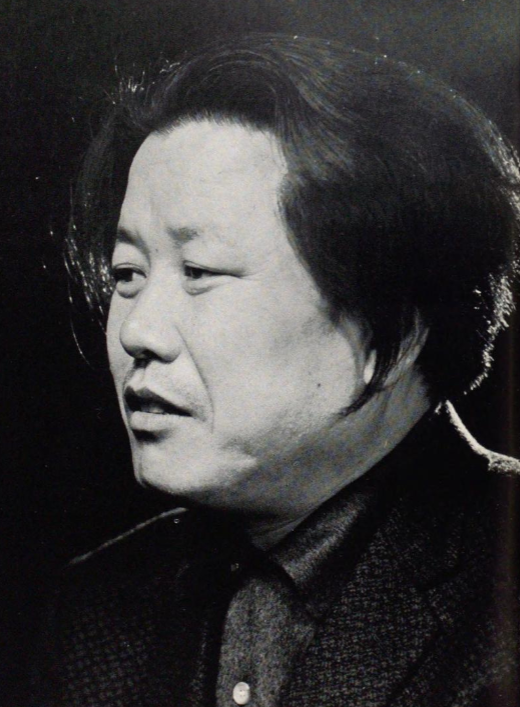

김달수(金達寿, 1919년 - 1997년 5월 24일)는 일제강점기 경상남도 창원군(현재의 경상남도 마산시) 출신의 소설가이다. 재일 한국인 문학자의 효시라고 한다. 김달수는 10살에 한반도에서 일본으로 이주했다. 한국 상주문학의 '창시자'로 평가된다. 마산회원구에서 태어났다. 그는 인생의 대부분을 일본에서 보냈지만 그의 문학 작품 중 다수는 한국을 배경으로 하며 식민지 지배의 부당함과 그 고통스러운 여파를 탐구한다.

## 같이 보기
- 일제강점기
- 재일 한국인
- 이상 (작가)
- 재일 한국인 문학